# 1979 MK6
1979 MK6 är en asteroid i huvudbältet som upptäcktes den 25 juni 1979 av de båda amerikanska astronomerna Eleanor F. Helin och Schelte J. Bus vid Siding Spring-observatoriet.
Asteroiden har en diameter på ungefär 4 kilometer.